# (5372) Bikki
(5372) Bikki es un asteroide perteneciente al cinturón de asteroides, descubierto el 29 de noviembre de 1987 por Kin Endate y el también astrónomo Kazuro Watanabe desde el Observatorio de Kitami, Hokkaidō, Japón.

## Designación y nombre
Designado provisionalmente como 1987 WS. Fue nombrado Bikki en honor al escultor autodidacta japonés Bikki Sunazawa. En el año 1954 en la Exposición de Arte Moderno japonés fue premiada una escultura suya. Sus principales obras son "Four Winds" y "Nitsunekamui".

## Características orbitales
Bikki está situado a una distancia media del Sol de 3,079 ua, pudiendo alejarse hasta 3,319 ua y acercarse hasta 2,840 ua. Su excentricidad es 0,077 y la inclinación orbital 12,21 grados. Emplea 1974 días en completar una órbita alrededor del Sol.

## Características físicas
La magnitud absoluta de Bikki es 12,2. Tiene 9,694 km de diámetro y su albedo se estima en 0,298.